# Taquari
Taquari é um município brasileiro da região central do estado do Rio Grande do Sul.

## História
A existência histórica da cidade de Taquari vem de um desdobramento natural e de uma expansão dos primeiros núcleos de povoamento no Rio Grande do Sul. A região inicialmente era ocupada pela tribo indígena dos Patos, que compunham uma nação indígena poderosa, culturalmente pacíficos e industriosos.
Desde o início, a região se apresentou como um ponto de atração e interesse de ocupação, devido a sua localização e a fertilidade das terras -até hoje características notórias, visto que a região é a terceira mais fértil do mundo, como citado anteriormente.

### Emancipação
A criação do município de Taquari se deu em 4 de julho de 1849, onde a então Freguesia de Taquari se desmembra do município de Triunfo, e é elevado a Vila.
Em 7 de setembro do mesmo ano são feitas as primeiras eleições para Vereadores. A primeira Câmara de Vereadores foi formada por Antônio dos Santos Praia (vereador mais votado), Manoel Fernandes da Silva, Antônio Caetano Pereira, Antênio de Azambuja Vilanova, Américo de Azevedo Vilana e João Ferreira Brandão.

### Municípios emancipados
O município de Taquari, após emancipar-se em 1849, se tornou um dos maiores do Rio Grande do Sul em relação a área territorial. Como consequência, muitos municípios surgiram a partir de Taquari, emancipados direta ou indiretamente. Entre eles, podemos citar:
- Estrela, que se tornou colônia de Taquari em 1856, até sua emancipação em 1876. A partir de Estrela surgiram, entre outras, as cidades de Lajeado, Colinas, Roca Sales, Imigrante e Teutônia, que chegou a ser colônia de Taquari, em 1858.
- General Câmara, que se emancipou de Taquari em 1881, com o nome de Santo Amaro (usado até 1939). A partir de General Câmara surgiu a cidade de Venâncio Aires.
- Bom Retiro do Sul, que se tornou distrito de Taquari em 1895, até sua emancipação em 1959. A partir de Bom Retiro do Sul surgiu a cidade de Fazenda Vilanova.
- Paverama, que se tornou distrito de Taquari em 1958, até sua emancipação, em 1988.
- Tabaí, que se emancipou de Taquari em 1995.

## Geografia
Está em uma latitude de 29°48'0"S e uma longitude de 51°51'35"W
Taquari é uma cidade localizada em área plana, com altitude média de apenas 54 metros. 

### Bairros e localidades
- Amoras[5]. O distrito possui  cerca de 2 200 habitantes e está situado na região norte do município [6].
- Sede ou Taquari[5]. O distrito possui  cerca de 23 600 habitantes e está situado na região sul do município [6].

## Eventos
- Natal Açoriano em Terra Gaúcha

No terceiro sábado de dezembro, às margens da Lagoa Armênia, é realizada uma encenação das origens das tradições gaúchas e açorianas, além do presépio vivo, pelo Grupo de Teatro do Instituto de Educação Pereira Coruja, pelo Grupo de Danças Raízes Latinas e Sul-Riograndenses e pelo Grupo de Danças Luso-Açorianas. Em dezembro 2015, uma das atrações foi o cantor e compositor Tonho Crocco.

### Filhos ilustres
- Ver Biografias de taquarienses notórios